# بيت روزيل
ألفين راي «بيت» روزيل (Alvin Ray Pete Rozelle /r[invalid input: 'ɵ']ˈzɛl/، (1 مارس 1926 – 6 ديسمبر 1996)، مفوضَ الدوري الوطني لكرة القدم الأمريكية (NFL) منذ يناير عام 1960 وحتى نوفمبر 1989 حين تقاعد من منصبه. يرجع الفضل إلى روزيل في جعل الدوري الوطني لكرة القدم الأمريكية واحدًا من أنجح الدوريات الرياضية في العالم.

## فترة الطفولة
ولِدَ روزيل في مدينة سوث غيت، كاليفورنيا ونشأ في مدينة لينووود، كاليفورنيا المجاورة أثناء فترة الكساد الكبير. وتخرَّج من مدرسة كومبتون الثانوية عام 1944, وقد تعلَّم فيها لعبتي البيسبول وكرة السلة. وفي عام 1944، تجند في البحرية وخدم ثمانية عشر شهرًا في المحيط الهادئ على ناقلة نفط. بدأ روزيل حياته المهنية في جامعة سان فرانسيسكو، وكان يعمل كوكيل إعلامي للطلاب لفرقة كرة القدم بالمدرسة. وقد كان عمل بالفعل في العلاقات العامة بالمكتب الأمامي لفريق لوس أنجلوس رامس وبينما كان في المكتب الرياضي في جامعة سان فرانسيسكو، قام روزيل بالتسويق لبطولة دورة المشاركة الوطنية Don لكرة السلة موسم 1949 وجعلها تتحول إلى حدث إعلامي وطني. وتخرج من جامعة سان فرانسيسكو عام 1950.
وقد شغل سلسلة من وظائف العلاقات العامة في جنوب كاليفورنيا، حيث كان يقوم بتسويق أولمبياد 1956 في ملبورن، بأستراليا لشركة مقرها بـلوس أنجلوس. كما انضم لفريق لوس أنجلوس رامس كي يعمل به كخبير للعلاقات العامة. وبحلول عام 1957، عُرِض على روزيل منصب المدير العام للرامس. واستطاع أن يحول فريقًا غير منظم ولا يدر الربح، كما أنه يخسر في سوق لوس أنجلوس النامي، إلى فريق ناجح.

## مفوض

### في فترة الستينيات
بعد وفاة بيرت بيل (Bert Bell) عام 1959، وقع الاختيار على روزيل كي يكون بديلاً له كمفوض للدوري الوطني لكرة القدم الأمريكية (NFL)، وهو الأمر الذي كان بمثابة المفاجأة. وطبقًا لما ذكره هوارد كوزيل (Howard Cosell) في كتابه لم ألعب المباراة مطلقا، فقد سحب أصحاب الفِرق ثلاثًا وعشرين بطاقة اقتراع قبل أن يستقر الأمر على روزيل كمفوض لدوري كرة القدم الأمريكية في اجتماعٍ تم عقده بالسادس والعشرين من يناير عام 1960. كان يوجد اثنا عشر فريقًا في دوري (NFL) عندما تولى منصبه وكانوا يلعبون بجدول اثنتي عشرة لعبة في ملاعب نصف فارغة في كثيرٍ من الأحيان، ولم يكن يتعاقد مع التلفزيون سوى عددٍ قليل من الفرق. كان دوري (NFL) عام 1960 يتبع نظام أعمال قد تطور منذ الثلاثينيات. تنسب مصادر الدوري الوطني لكرة القدم الأمريكية (NFL) الفضل إلى روزيل في تقديم مفاهيم مثل دخل المباراة (عدد المشاهدين) ونظام تقاسم الأرباح مع التلفزيون، وهي سياسات كانت موجودة بالفعل في دوري كرة القدم الأمريكية، المنافس لدوري (NFL). فقد كان تقاسم الإيرادات عاملاً أساسيًا في تحقيق الاستقرار بدوري كرة القدم الأمريكية (AFL) كما كان يضمن نجاح فرقها الصغيرة في السوق. بعد أن أدرك روزيل قيمة مثل هذه الترتيبات واهتدى بسبْق الدوري المنافس (AFL)، تفاوض بشأن عقود تلفزيونية كبيرة كي تقوم ببث كل مباراة يلعبها دوري (NFL) في كل موسم. وهو بذلك، لم يلعب فقط بشبكة تلفزيون واحدة في مقابل أخرى بحذق، بل أقنع أصحاب الفرق بدوري (NFL)— لا سيما كارول روزنبلوم Carroll Rosenbloom) رئيس فريق بالتيمور كولتس وجورج مارشال بريستون (George Preston Marshall) رئيس فريق واشنطن رد سكينز — على الموافقة على اقتسام الإيرادات بين الفريقين. وقد كان نموذج عمله، والذي حاكى به نموذج دوري (AFL)، في أساسه كارتل (اتحاد احتكاري) تستفيد منه كل الفرق بالتساوي بدايةً من اقتسام الإيرادات وحتى اختيار اللاعبين.

#### اغتيال جون كينيدي
في الرابع والعشرين من شهر نوفمبر عام 1963، لعب دوري (NFL) جدول مبارياته بالكامل، (دون بث تلفزيوني بسبب التغطية المتواصلة لحدث الاغتيال)، بعد يومين فقط من اغتيال الرئيس كينيدي، بينما أجل الدوري المنافس دوري كرة القدم الأمريكية (AFL) مبارياته احترامًا للرئيس المُتوفى. ولكن سرعان ما ندم روزيل على قراره بإجراء مباريات دوري (NFL)، وأعلن مرارًا أمام الجماهير أنه كان أسوأ خطأ ارتكبه. على الرغم من الزمالة التي جمعت بين روزيل والسكرتير الصحفي للبيت الأبيض بيير سالينغر (Pierre Salinger) في جامعة سان فرانسيسكو منذ أعوام، وعلى الرغم من استشارة روزيل له، فقد حثه سالينغر على خوض المباريات. فقد كان شعور روزيل تجاه هذا الأمر، كما وصفه قائلاً: «لقد كان من التقليدي في تاريخ الرياضة أن يلعب الرياضيون في أوقات المآسي الشخصية الكبيرة. كما أن الرئيس كينيدي كان يهوى لعبة كرة القدم. ونشأ على روح المنافسة.» بعد فوزهم على فريق فيلادلفيا إيجلز في فيلادلفيا، طلب اللاعبون في فريق واشنطن رد سكينز من المدرب بيل ماكبيك (Bill McPeak) أن يرسل كرة المباراة إلى البيت الأبيض، متوجهين بالشكر إلى روزيل لسماحه بلعب المبارايات في نهاية ذلك الأسبوع، قائلين إنهم كانوا «يلعبون...من أجل الرئيس كينيدي وإحياءً لذكراه.»
أدت «جدارة روزيل في التوفيق» بين أصحاب الدوري وعمله على توسيع دوري (NFL) إلى حصوله على جائزة مجلة المصور الرياضي «رياضي هذا العام» لعام 1963.

#### دوري كرة القدم الأمريكية (AFL)
بحلول عام 1965، رسخ دوري كرة القدم الأمريكية المنافس قواعده، وتعاقد حديثًا مع تلفزيون NBC وأضاف نجمًا جديدًا إلى صفوف لاعبيه وهو جو ناماث (Joe Namath). بعدما وقع فريق (العمالقة) بدوري (NFL) مع لاعب من دوري (AFL) بفريق بفالو بيلز وهو اللاعب بيت جوجولاك (Pete Gogolak)) في أوائل عام 1966، قام في الحال مفوض دوري كرة القدم الأمريكية شركة ديفيس بزعزعة استقرار دوري (NFL). بدأ ديفيس على الفور بالتوقيع مع نجوم دوري (NFL) مثل جون برودي (John Brodie) ومايك دتكا (Mike Ditka) للتعاقد مع فرق دوري (AFL). تقرب أصحاب دوري (NFL) خوفًا على انهياره، دون علم روزيل، من أصحاب دوري (AFL)، دون علم ديفيس، وطلبوا القيام بمحادثات اندماج. وانتهى المديرون التنفيذيون لكلٍ من (AFL) و (NFL) ومعهم لامار هانت (Lamar Hunt)، مؤسس دوري (AFL) وصاحب فريق كانساس سيتي تشيفس، من وضع الخطة. ويرجع إلى روزيل الفضل في القيام بعملية الاندماج بالخطأ. في أكتوبر عام 1966, أدلى روزيل بشهادته أمام الكونغرس بأنه سيقوم بإقناعهم بعملية الاندماج، واعدًا بأنه في حالة سماحهم بذلك «سيتم الحفاظ على مباريات كرة القدم الاحترافية في ثلاث وعشرين مدينة وخمسة وعشرين ملعبًا حيث ستجري هذه المباريات كما هي في الوقت الحاضر.»؛ وبأن «كل امتياز لكلا الدوريين سيظل كما هو في موقعه الحالي.» وتم السماح بعملية الاندماج، ولكن وبالرغم من وعود روزيل، انتقلت العديد من فرق دوري (NFL) منذ ذلك الحين أو هددت بالانتقال لبناء مدن أو تحسين الملاعب. اتبع روزيل حث مفوض دوري كرة القدم الأمريكية ديفيس،[بحاجة لمصدر] ووافق أيضًا على فكرة إقامة مباراة سوبر بول ودعم لاحقًا فكرة البث التلفزيوني لبرنامج كرة قدم ليلة الاثنين. ومنذ ذلك الوقت وسَّعت مصادر دوري (NFL) نصيب روزيل في كلٍ من الاندماج وبرنامج كرة قدم ليلة الاثنين. وعلى الرغم من أن شركة ديفيس عارضت فكرة الاندماج، إلا أنه بلا شك كان سعي (NFL) وراء هذا الاندماج نتيجة مباشرة لتنقلات ديفيس الجريئة عندما كان مفوضًا لدوري (AFL). ومن المفارقة، أن بيت روزيل يرجع إليه الفضل في حدوث الاندماج بالخطأ على الرغم من أنه كان يرفض باستمرار أن تكون هناك لعبة بين دوري أبطال (NFL) و (AFL) وأنه في الحقيقة كان «خارج الحلقة» عندما تفاوض أصحاب (NFL) و (AFL) بشأن الاندماج. ويرجع إليه الفضل، أيضًا عن طريق الخطأ، بتقديم فكرة اقتسام إيرادات التلفزيون مع كرة القدم الاحترافية. فقد أيدها لصالح دوري (NFL) المندمج، بالرغم من أنه وبكل بساطة كان متبنيًا للفكرة التي نفذها هاري ويسمير (Harry Wismer) ودوري (AFL) منذ عشر سنوات قبل الاندماج.

### في فترة السبعينيات
شهدت فترة السبعينيات ذروة ازدهار روزيل كمفوض دوري رياضي. فقد أدار على مدار عقد من الزمان عمليات التوسع في الدوري. وقد أصبح برنامج كرة قدم ليلة الاثنين من البرامج الأساسية في المشاهدة التلفزيونية الأمريكية، كما أصبحت مباراة السوبر بول هي الحدث الوحيد الأكثر مشاهدة تلفزيونيًا طوال العام. وأثناء هذا العقد، ظهر دوري كرة القدم العالمي بتنظيمه، ودفع رواتب أعلى للاعبين حتى انتهى به الأمر إلى الإفلاس. وفي نهاية العقد، أنذرت الاضطرابات العمالية والدعاوى القضائية حول قضايا مثل رابطة لاعبي الدوري الوطني لكرة القدم الأمريكية (NFL) وتنقلات الفرق إلى أسواقٍ جديدة بتراجع مكانة روزيل كمفوض.

### في فترة الثمانينيات
أما فترة الثمانينيات فقد شهدت فضائح تعاطي للمخدرات ومزيد من الصراعات مع الأصحاب الأقوياء حول تنقلات الفِرق. دفع روزيل مرةً أخرى دوري (NFL)، حسب ما قاله معلق برنامج كرة قدم ليلة الاثنين هوارد كوزيل، إلى الدخول في صراعٍ ضروس مع شركة ديفيس بشأن نقل امتياز أوكلاند رايدرز إلى لوس أنجلوس. وسعى أصحاب فِرق أخرى، مثل ليونارد توز (Leonard Tose) صاحب فريق فيلادلفيا إيجلز، إلى نقل امتيازاتهم إلى أماكن أخرى. وفي النهاية، خسر NFL قضيته مع ديفيس، وانتقل امتياز أوكلاند إلى لوس أنجلوس. وقد كان العالم الرياضي على علمٍ جيد بما يدور بين الرجلين من مشاعر البغض. وفي عام 1981، فاز فريق أوكلاند رايدرز بمباراة السوبر بول. وبحكم منصبه كمفوض، سلم روزيل كأس سوبر بول إلى ديفيس. بالإضافة إلى ذلك، فقد تشكل دوري الولايات المتحدة لكرة القدم، مما دفع إلى زيادة مرتبات اللاعبين وأدى في النهاية إلى تورط الدوري في مزيدٍ من المتاعب القانونية.

## حياته الشخصية، وتقاعده، ووفاته
تزوج روزيل من زوجته الأولى، وهي فنانة تُدعى جين كوبيه (Jane Coupe) عام 1949. وأنجبا طفلة اسمها آن (Anne) عام 1958: إلا أن، بسبب مشكلات جين مع الكحول، فكان ذلك يعني أن يكون روزيل (بجانب سكرتيرته التي ظلت معه طول العمر ثيلما الكجير (Thelma Elkjer) القائم الأساسي بشؤون ابنته، لكن هذه القصة لم يُسمع عنها في تلك الفترة. ولم يكن بالشيء الغريب أن ترى آن في اجتماعات أصحاب الفِرق (حتى أن البعض كان يمزح بأن حب آن لـجو ناماث كان السبب وراء اندماج AFL-NFL) أو وراء انسحاب روزيل المبكر كي يساعدها في أعمالها المدرسية أو لاصطحابها خارج المدينة. طلق روزيل كوبيه عام 1967 (مع منح حضانة آن بالكامل إلى روزيل)، ثم تزوج ثانيةً في عام 1974 من كاري كوك كنة المدير الرياضي جاك كينت كوك (Jack Kent Cooke) صاحب فريق واشنطن رد سكينز. وفي هذه المرة، أقام الزوجان معًا حتى وفاته في السادس من ديسمبر عام 1996 في رانشو سانتا، كاليفورنيا.
ازدهر دوري (NFL) تحت قيادة روزيل وأصبح رمزًا أمريكيًا، على الرغم من حدوث إضرابين للاعبين وظهور دوريين مختلفين جُدد. وتقاعد من منصبه كمفوض في الخامس من نوفمبر عام 1989، وفي الوقت الذي قدم فيه استقالته كان عدد الفرق في الدوري قد وصل إلى ثمانية وعشرين فريقًا، وأصبح أصحاب الفرق يشرفون على إيراداتٍ كبيرة من شبكات البث الأمريكية.
مات روزيل إثر إصابته بـسرطان المخ وقد بلغ من العمر السبعين في السادس من ديسمبر عام 1996 في رانشو سانتا في. وفي الشهر التالي لوفاته، كرم (NFL) إرثه من خلال ارتداء لاصقة على ظهر خوذات فريق غرين باي باكرز وفريق نيو انغلاند باتريوتس أثناء مباراة سوبر بولXXXI والتي نُقش فيها اسم بيت على درع (NFL). وتم دفن بيت روزيل في حديقة الكامينو التذكارية في سان دييغو، كاليفورنيا.

## التكريمات
في ظل عمله كمفوض، دخل روزيل عضوًا في قاعة مشاهير مؤيدي كرة القدم عام 1985، وأنشأت المؤسسة جائزة بيت روزيل للإذاعة والتلفزيون السنوية عام 1989، وفي السابع والعشرين من يناير عام 1991 في مباراة سوبر بول XXV، منح الدوري أول كأس يحمل اسم بيت روزيل إلى سوبر بول MVP.
ونظرًا لإسهاماته في مجال الرياضة بلوس أنجلوس، تم تكريمه بلوحة مدرج لوس أنجلوس التذكاري "ساحة الشرف" من خلال مفوضي المدرج.

## كتابات أخرى
- Rozelle: Czar of the NFL by Jeff Davis
- Commissioner: The Legacy of Pete Rozelle by John Fortunato
- The League: The Rise and Decline of the NFL by ديفيد هاريس

## وصلات خارجية
- National Football League website
- Time Magazine, PETE ROZELLE: Football's High Commissioner
- Sporting News: Pete Rozelle becomes NFL Commissioner
- NARC Officer Tribute: Pete Rozelle
- ESPN Classic - Rozelle made NFL what it is today
- Pro Football Hall of Fame: Member profile
- Pete Rozelle's Photo & Gravesite
- Excerpt: The Legacy of Commissioner Rozelle
- What Pete Rozelle didn't do.